# Korlakunte, Challakere
Korlakunte là một làng thuộc tehsil Challakere, huyện Chitradurga, bang Karnataka, Ấn Độ.